# Меглино
Меглино (рус. Моглино) језеро је на северозападу европског дела Руске Федерације. Налази се на самој граници између Пестовског и Мошенског рејона на истоку Новгородске области.
Површина језерске акваторије је 24,2 км², а језерска површина лежи на надморској висини од 165,5 метара. Просечна дубина језера је око 7,5 метара, док је највећа дубина до 23 метра. В
У меглино утиче река Бродскаја, а преко отоке Меглинке повезано је са реком Мологом и басеном Волге, односно отоке Канаве са басеном Увера и реке Неве.